# Bronski Beat
I Bronski Beat sono stati un trio di synth pop britannico degli anni ottanta.
I testi delle loro canzoni hanno avuto una forte connotazione legata al mondo gay e alle sue rivendicazioni, specie nell'album di esordio, The Age of Consent (L'età del consenso, che in Gran Bretagna era all'epoca più elevata per i rapporti omosessuali di quanto non fosse per quelli eterosessuali).
Nel periodo di maggiore popolarità, della band facevano parte il cantante Jimmy Somerville (Glasgow, 22 giugno 1961), Steve Bronski (7 febbraio 1960 - 9 dicembre 2021) e Larry Steinbachek (6 maggio 1960 - 16 dicembre 2016) a tastiere, percussioni e cori.

## Storia
Costituitisi nel 1983, il loro debutto avviene l'anno successivo con il singolo Smalltown Boy (la storia di un ragazzo che abbandona la propria famiglia e la propria cittadina di provincia perché omosessuale) che raggiunge il terzo posto nelle classifiche di vendita del Regno Unito. Il video che lo accompagna vede nel ruolo del protagonista lo stesso Jimmy Somerville che, nelle sequenze girate, lascia in treno il villaggio, e nel viaggio ripercorre la motivazione del gesto: l'aggressione da parte di un gruppo di ragazzi omofobi, la riconsegna da parte della polizia alla propria famiglia in un contesto in cui, anziché la parte della vittima, ricopriva quella del colpevole.
La canzone fa del trio un punto di visibilità per la questione gay nel Regno Unito (tutti e tre i componenti della band sono omosessuali) ed anche il singolo successivo, Why?, affronta i temi del pregiudizio antiomosessuale, stavolta usando una formula elettronica più energica. Anche questo singolo rientra tra i dieci più venduti.
È della fine del 1984 l'album The Age of Consent, nelle cui note viene provocatoriamente incluso l'elenco delle "età del consenso", ovvero le età oltre le quali, secondo l'ordinamento giuridico di diversi paesi, i rapporti "sessuali" tra uomini cessano di essere considerati reato. All'epoca della pubblicazione del disco tale età nel Regno Unito era di ventuno anni, tra le più alte del continente.
Anche il terzo singolo estratto dall'album, It Ain't Necessarily So, il classico di George and Ira Gershwin tratto da Porgy and Bess, che mette in dubbio l'autenticità dei racconti della Bibbia, entra tra i primi 20 singoli venduti. Gli assoli di clarinetto del brano sono eseguiti da Arno Hecht del gruppo The Uptown Horns.
Nel 1985 esce un loro disco realizzato insieme a Marc Almond, una versione del classico di Donna Summer I Feel Love, che raggiunge la terza posizione nelle classifiche inglesi, eguagliando il successo di Smalltown boy.
Poco dopo Somerville lascia il gruppo e, insieme a Richard Coles, fonda i Communards, con cui nel 1986 torna in testa alle classifiche di vendita con una versione di Don't Leave Me This Way.
I Bronski Beat sostituiscono Somerville nel ruolo di cantante con John Foster, dalla voce più grave e meno provocatoria, e riescono a mettere in classifica il singolo Hit That Perfect Beat, dal ritmo leggero e accattivante, tratto dall'album Truthdare Doubledare, l'ultima produzione della band prima del suo scioglimento.
Nel 1995 esce a nome loro una raccolta di materiale riedito ed inedito dal titolo Rainbow Nation.
Il 16 dicembre 2016 è morto Larry Steinbachek dopo una breve lotta contro il cancro, aveva 56 anni.
Il 9 dicembre 2021, a 61 anni, muore anche il fondatore Steve Bronski, a causa dei fumi di un incendio nel suo appartamento. Il tastierista era stato colpito da un ictus qualche anno prima, il che gli aveva reso impossibile alzarsi da solo e ne ha anche indirettamente causato il decesso. La notizia venne data dall'ex compagno di band Jimmy Somerville, unico membro superstite.

## Discografia

### Album in studio
- 1984 - The Age of Consent
- 1986 - Truthdare Doubledare
- 1995 - Rainbow Nation

### Remix
- 1985 - Hundreds & Thousands

### Live
- 1985 - Bronski Beat perform at the Hammersmith Odeon

### Raccolte
- 1991 - The Singles Collection 1984/1990
- 2001 - The Very Best of Jimmy Somerville, Bronski Beat and The Communards

### Singoli
- 1984 - Smalltown Boy
- 1984 - Why?
- 1984 - It Ain't Necessarily So
- 1985 - I Feel Love (Medley) con Marc Almond
- 1985 - Run From Love
- 1985 - Hard Rain
- 1985 - Hit That Perfect Beat
- 1986 - C'Mon! C'Mon!
- 1986 - Heroes con Suzi Quatro & VAs
- 1989 - Cha Cha Heels con Eartha Kitt
- 1990 - I'm Gonna Run Away From You
- 1991 - One More Chance
- 1991 - What More Can I Say?
- 1994 - Smalltown Boy (1994 Remix)
- 1995 - Why (1995 Remix)
- 1995 - I Luv The Nightlife
- 1995 - Kickin' Up The Rain
- 2000 - Why?(Almighty Mixes)